# Berberis lubrica
Berberis lubrica är en berberisväxtart som beskrevs av Camillo Karl Schneider. Berberis lubrica ingår i släktet berberisar, och familjen berberisväxter. Inga underarter finns listade i Catalogue of Life.